# Leopoldamys milleti
Leopoldamys milleti là một loài động vật có vú trong họ Chuột, bộ Gặm nhấm. Loài này được Robinson & Kloss mô tả năm 1922.